# Llano Real
Llano Real är en ort i Mexiko.   Den ligger i kommunen Benito Juárez och delstaten Guerrero, i den södra delen av landet, 300 km sydväst om huvudstaden Mexico City. Llano Real ligger 11 meter över havet och antalet invånare är 390.
Terrängen runt Llano Real är mycket platt. Havet är nära Llano Real åt sydväst. Runt Llano Real är det ganska glesbefolkat, med 47 invånare per kvadratkilometer. Närmaste större samhälle är Atoyac de Álvarez, 15,1 km norr om Llano Real. Trakten runt Llano Real består huvudsakligen av våtmarker.